# Fouquieria splendens
L'ocotillo (Fouquieria splendens Engelm., 1848) è una pianta arbustiva della famiglia Fouquieriaceae, diffusa negli Stati Uniti sudoccidentali e nel Messico settentrionale.

## Descrizione
Per la maggior parte dell'anno la pianta ha un aspetto rinsecchito, ma ai primi piovaschi iniziano a spuntare piccole (2–4 cm) foglie ovali che possono durare per settimane o mesi.

I rami possono raggiungere un diametro di 5 cm alla base, e la pianta può raggiungere un'altezza di 10 m. La pianta si ramifica molto alla base, mentre salendo i rami si dividono difficilmente, e gli esemplari coltivati possono non esibire alcun ramo secondario.

I fiori, di colore rosso vivace, sbocciano in primavera ed estate. Hanno forma tubolare e sono impollinati da colibrì o api del genere Xylocopa.

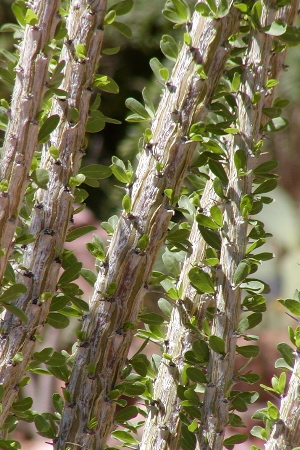
Foglie di ocotillo
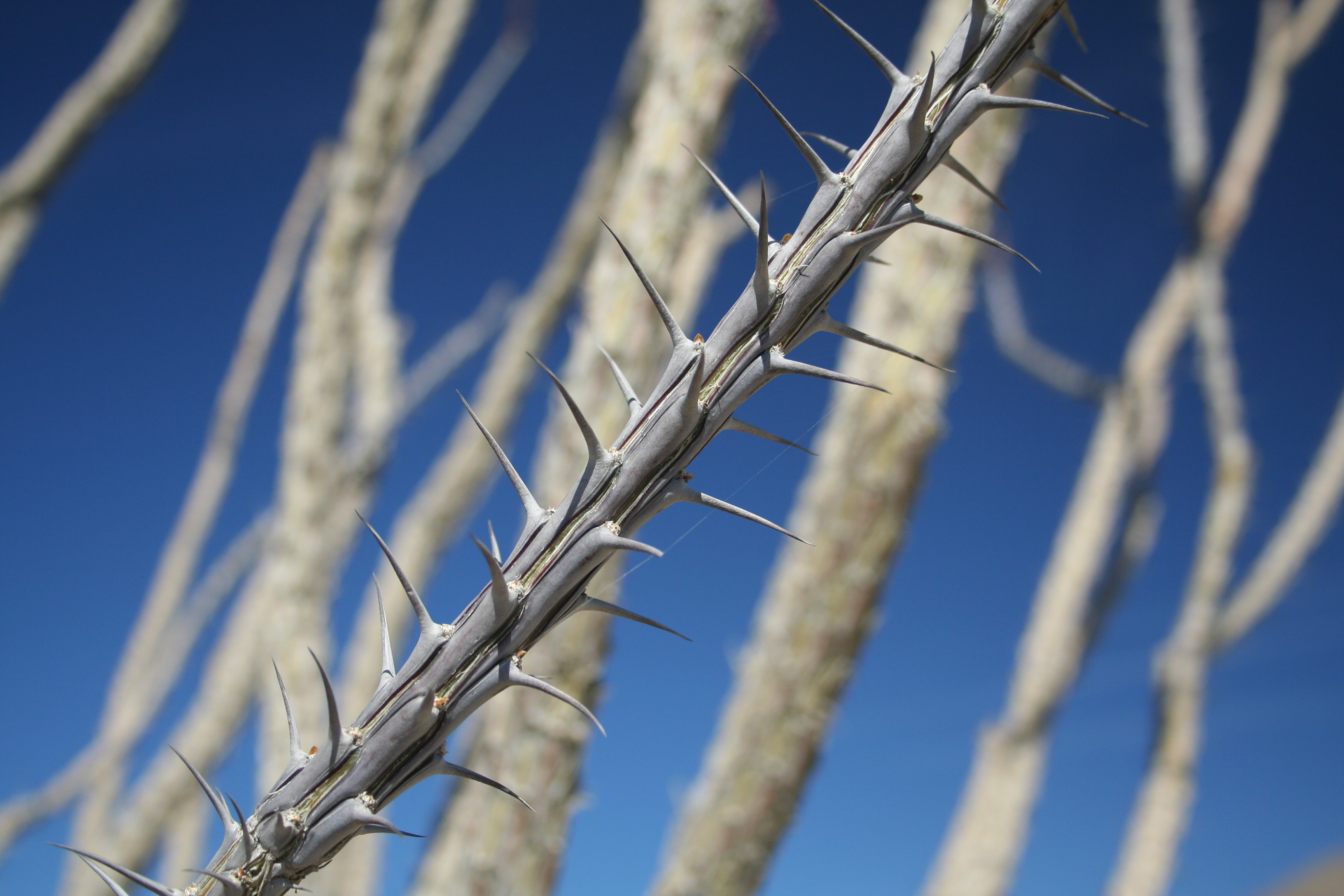
Spine di ocotillo
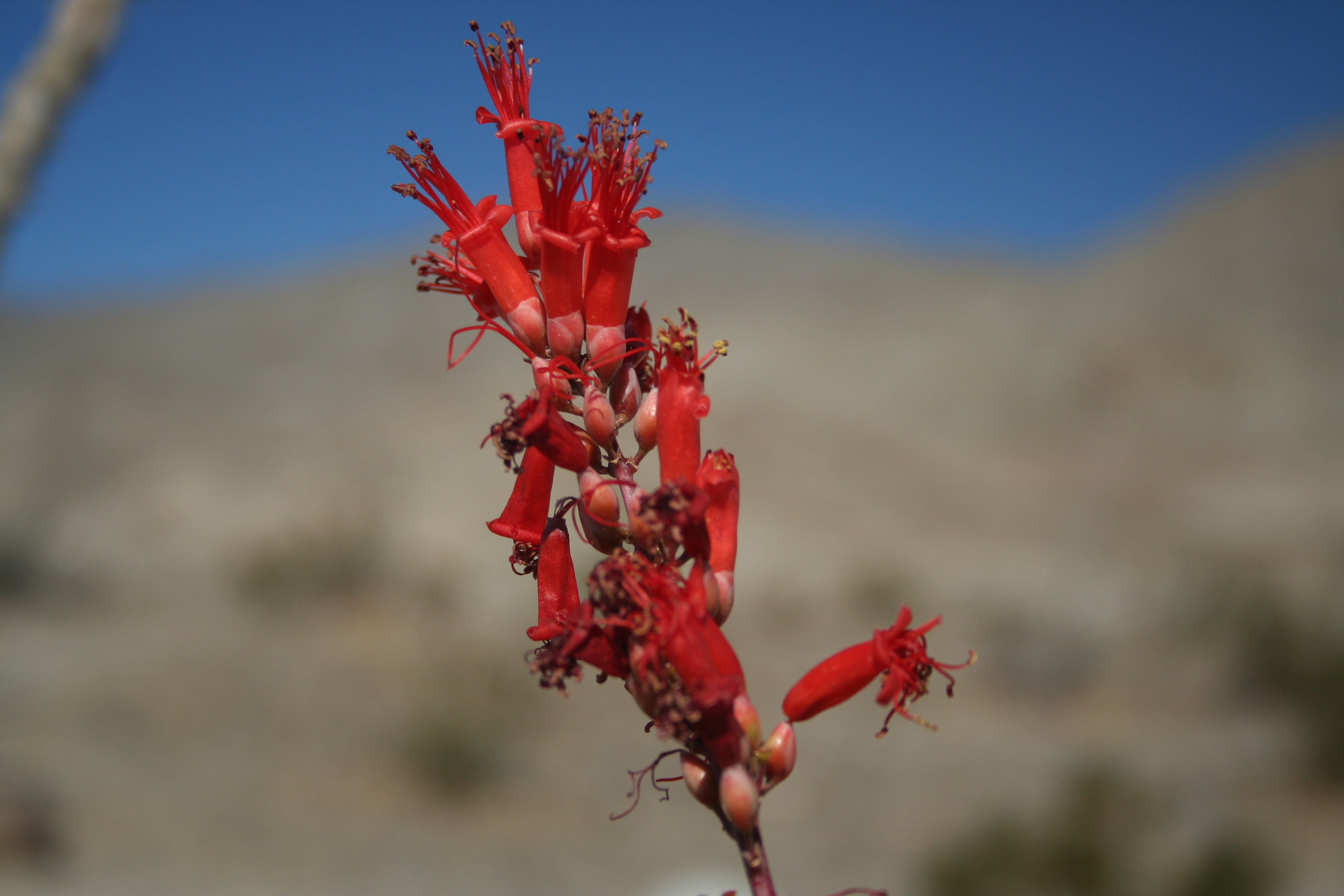
Fiori di ocotillo
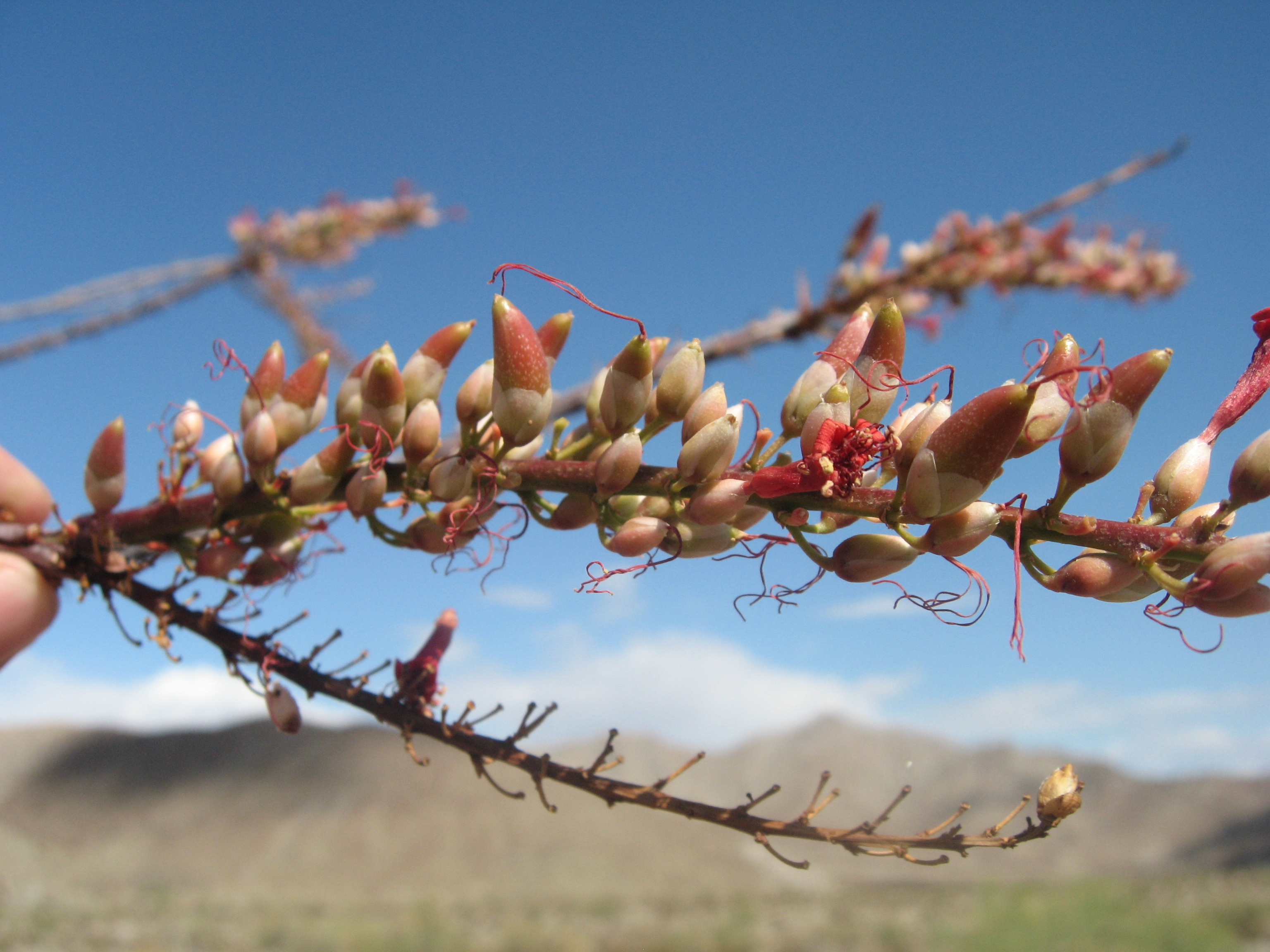
Fiori di ocotillo

## Tassonomia
Sono note tre sottospecie:
- Fouquieria splendens subsp. splendens
- Fouquieria splendens subsp. breviflora Henrickson
- Fouquieria splendens subsp. campanulata (Nash) Henrickson